# Clément-François Bénazet
Pour les articles homonymes, voir Bénazet.
Clément-François Bénazet est un homme politique français, né le 28 mai 1740 à Saissac (Aude) et mort le 22 mai 1796 au même lieu.

## Biographie
Bourgeois à Saissac, il est député du tiers état aux États généraux de 1789 et siège dans la majorité.